# 柏こばとこどもえん
柏こばとこどもえん(かしわこばとこどもえん)は、千葉県柏市にある私立の認定こども園である。

## 沿革
- 1969年（昭和44年） - 設立・開園[1]。職員数6名[1]。
- 1979年（昭和54年） - 園児数300名を達成[1]、職員数18名に増加[1]。
- 1986年（昭和61年） - 3年保育制を導入、同時に4月より学校法人化したことで200名園児数を定員に規定[1]。
- 1990年（平成2年） - 4月1日、文部省告示「幼稚園教育要領」[2]を導入[1]。
- 1993年（平成5年） - 園庭（運動場）をホールを建設したため園内敷地にて運動会を実施不能となり、催事に際し近在中学校校庭を借りるようになった[1]。
- 2009年（平成20年） - 週休二日制を導入[1]。また英語教育を導入[1]。
- 2012年（平成24年） - 保育園敷地内に「子育て支援センター」を設置、0歳児から5歳児までの乳幼児親子向け教育を実施[1]。
- 2013年（平成25年） - 幼稚園と保育園を一体化し認定こども園となった[1]。園の公式名を柏こばと学園「こばと子ども園」に改称[1]。
- 2014年（平成26年） - 0歳児から2歳児までの乳幼児を対象とした「こばと保育園たまご」を設置、定員30名[1]。
- 2017年（平成29年） - 園舎増設し「こばと保育園ぷりん」を設置[1]。